# Arca imbricata
La almeja de arca (Arca imbricata) es un molusco bivalvo de la familia Arcidae. Se le conoce comúnmente como almeja coral. Esta especie de bivalvo es marina.

## Clasificación y descripción
La especie Arca imbricata tiene una concha relativamente rectangular. Costillas radiales con marginales dando una escultura bien definida desde las conchas de menor tamaño, pero de manera más irregular en las conchas de mayor tamaño. La bisagra es plana y de color marrón obscuro, con numerosos dientes diminutos distribuidos a lo largo. La parte interna de la concha es blanca o marrón claro. En la parte posterior de la concha se observan el periostraco de forma más abundante. Esta especie de bivalvo alcanza los 48 mm de longitud.

## Distribución
A. imbricata se distribuye desde Carolina del Norte hasta Texas, en las Antillas, Brasil y Bermuda.

## Ambiente
A. imbricata es un bivalvo bastante abundante. Habita en zonas someras de áreas arrecifales. Habita entre los 7 y los 52 metros de profundidad.

## Estado de conservación
Es común encontrar valvas de esta especie en los mercados de artesanías.
No se encuentra en ninguna categoría de protección, ni en la Lista Roja de la IUCN (International Union for Conservation of Nature) ni en CITES (Convención sobre el Comercio Internacional de Especies Amenazadas de Fauna y Flora Silvestres).